# 린던 펀스
린던 펀스(영어: Lyndon Ferns, 1983년 9월 24일 ~ )는 남아프리카 공화국의 수영 선수이다. 2004년, 2008년 올림픽에 출전하였다. 2004년 아테네 올림픽에서 계영 400m 세계 기록을 세웠다. 2011년 은퇴했다.

## 같이 보기
- 올림픽 수영 남자 메달리스트 목록
- 수영 계영 400m 세계 기록 추이